# 류보미르 게라스코프
류보미르 스틸랴노프 게라스코프(불가리아어: Любомир Стилянов Герасков, 1968년 12월 27일~)는 불가리아의 체조 선수이다. 1988년 하계 올림픽에서 남자 안마 금메달을 획득했다.